# Smedstorps församling
Smedstorps församling är en församling i Ljunits, Herrestads, Färs och Österlens kontrakt i Lunds stift. Församlingen ligger i Tomelilla kommun i Skåne län och utgör ett eget pastorat.

## Administrativ historik
Församlingen har medeltida ursprung. 
Församlingen var till 1972 i pastorat med Kverrestads församling, före 1943 som annexförsamling, därefter som moderförsamling. Från 1972 till 2002 var församlingen moderförsamling i pastoratet Smedstorp, Kverrestad, Tosterup, Bollerup och Övraby som från 1983 även omfattade Östra Ingelstads församling. Församlingen införlivade 2002 Kverrestads, Tosterups, Bollerups, Övraby och Östra Ingelstads församlingar och utgör sedan dess ett eget pastorat.

## Kyrkor
- Bollerups kyrka
- Kverrestads kyrka
- Smedstorps kyrka
- Tosterups kyrka
- Östra Ingelstads kyrka
- Övraby kyrka